# Trận Thượng Baetis
Trận chiến Thượng Baetis  đã nổ ra trong  năm 211 TCN giữa quân đội Carthage do Hasdrubal Barca chỉ huy (em trai Hannibal) và một lực lượng La Mã dẫn đầu bởi Publius Cornelius Scipio và anh trai Gnaeus của mình. Kết quả trước mắt là một chiến thắng cho người Carthage, trong đó cả hai anh em Scipio của La Mã đều tử trận. Trước khi thất bại này đến, hai anh em  họ đã dành bảy năm (218TCn - 211TCn) tại Hispania, để ngăn cản các nguồn lực sẵn có cung cấp cho Hannibal  người đang tiến hành chiến tranh chống quân La Mã ở Ý. Chỉ có hai trận chiến mà đem lại chiến thắng cho người Carthage trong  các trận đánh lớn, trong đó Hannibal đã không được chỉ huy quân đội Carthage trong Chiến tranh Punic lần thứ hai.

## Hoàn cảnh chiến lược
Sau thất bại của Hasdrubal Barca trong trận Dertosa vào mùa xuân năm 215 TCN, quân đội La Mã đã  bảo vệ được các căn cứ của họ ở phía bắc sông Ebro. Sau đó họ đã  tiến hành các cuộc chiến để giành chiến thắng  một số bộ lạc Iberia, cuộc đột kích vào vùng đất của Carthage ở phía Nam của Ebro, với sự tấn công bất ngờ của Publius Scipio tiến  xa xuống phía Nam như  tới Saguntum trong năm 214 TCN. Cả người La Mã và Carthage phải đối mặt với việc dập tắt các  cuộc khởi nghĩa  của các bộ lạc Iberia. Nhưng anh em  Scipios đã không nhận được tăng cường từ Ý, nơi mà Hannibal Barca đã đe dọa La Mã.
Hasdrubal trong khi đó đã được gia cố bằng 2 đội quân, tương ứng dưới sự chỉ huy của em trai ông  Mago Barca và  Hasdrubal Gisco. Họ đã chiến đấu nhiều trận đánh bất phân thắng bại với các anh em Scipio trong khoảng từ năm 215-211 trước Công nguyên. Anh em Scipio đã thuyết phục được một vị vua Numidia là Syphax thù địch chống lại Carthage với quân đội được La Mã đào tạo vào năm 213 TCN.Lúc này, tình hình ở bán đảo Iberia đã ổn định đủ để cho Hasdrubal Barca  chuyển sang châu Phi và dập tắt cuộc nổi dậy của Syphax, vào năm 213/212 TCN. Hasdrubal Barca quay trở lại Iberia vào cuối năm 212 TCN, đưa theo 3.000 người Numidia tới Iberia dưới quyền Masinissa (sau lên làm vua xứ Numidia).
Trên mặt trận khác, trong khi Hannibal đã cố gắng để giành chiến thắng ở Capua, chiếm Tarentum và  ông còn chiếm đóng đối với Lucania, Bruttium và Apulia, người La Mã đã tổ chức chiếm lại một số thành thị ở Ý và đã bao vây cả hai Capua và Syracuse.

## Chuẩn bị
Anh em nhà Scipio đã thuê  20.000 lính đánh thuê Celt-Iberia để củng cố quân đội của họ vốn có 30.000 bộ binh và 3.000 ngựa. Quan sát thấy rằng quân đội Carthage đã được triển khai riêng rẽ với nhau, với Hasdrubal Barca và 15.000 quân gần Amtorgis, và Mago Barca, Hasdrubal Gisco với 10.000 quân mỗi người ở phía Tây của Hasdrubal, anh em nhà Scipio đã lên kế hoạch để chia cắt lực lượng của họ. Publius Scipio quyết định chỉ huy 20.000 lính La Mã và liên minh và tấn công Mago Barca gần Castulo, trong khi Gnaeus Scipio chỉ huy một quân đoàn đôi (10.000 lính) và lính đánh thuê để tấn công Hasdrubal Barca. Mưu mẹo này sẽ dẫn đến 2 trận đánh, trận Castulo và trận Ilorca  diễn ra cách nhau chỉ một vài ngày.
Gnaeus Scipio chạm trán với đối thủ của ông đầu tiên. Tuy nhiên, Hasdrubal Barca đã ra lệnh cho quân đội của Hasdrubal Gisco, Masanissa và Indibilis, một thủ lĩnh người Iberia đồng minh, tới chỗ Mago ở gần Castulo. Hasdrubal Barca tiến hành những hành động của mình chống lại Gnaeus Scipio, tăng cường củng cố những pháo đài của ông, sau đó cố gắng để mua chuộc các lính đánh thuê Celt-Iberia nhằm cô lập Gnaeus Scipio. Điều này dẫn đến việc quân đội Hasdrubel sau đó đông hơn của Gnaeus Scipio. Hasdrubal chờ đợi thời cơ đến với mình, tránh bất kỳ trận chiến với những người La Mã.

## Trận Castulo
Vì Publius Scipio  ở gần Castulo, ông đã bị quấy rối bởi kỵ binh nhẹ người Numidia dưới quyền Masanissa cả ngày và đêm. Khi có thông tin rằng Indibilis cùng với 7.500 người Iberians đã chặn đường rút lui của ông, Publius Scipio quyết định không đối mặt Mago nhưng tiến hành cuộc tấn công vào thủ lĩnh của người Iberia, lo ngại rằng ông sẽ bị bao vây bởi các lực lượng Carthage. Ông để lại 2.000 binh sĩ dưới quyền một legate, Tiberius Fonteus ở trong trại của mình, và hành quân ra để tấn công người Iberia vào ban đêm. Scipio hành quân cả đêm và gây bất ngờ cho Indibilis cùng với những người lính của ông ta bằng một cuộc tập kích vào buổi sáng sớm, và với một lợi thế 18.000 người so với 7.500, bắt đầu chiếm thế thượng phong đối với những hành động tiếp theo. Tuy nhiên, người Iberia đã cố gắng để giữ chân những người La Mã trong cuộc chiến hỗn loạn ban đêm chỉ cần đủ dài cho Masanissa đến nơi, người mà Scipio đã hy vọng  tránh không bị phát hiện, nhưng đã thất bại.
Với kị binh Numidia tấn công vào cánh, những cuộc tấn công La Mã vào người Iberia bắt đầu chậm lại. Khi Mago và Hasdrubal Gisco đến kết hợp với quân đội của họ, những người La Mã cuối cùng, sau một trận chiến ác liệt, đã tan rã và bỏ chạy, để lại Publius Scipio và hầu hết các chiến hữu của họ đã chết trên chiến trường. Mago cho người Numidia thời gian đủ để cướp bóc người chết trước khi hành quân đến vị trí của Hasdrubal Barca.

## Trận Ilorca
Gnaeus Scipio đã mất lợi thế về số lượng với sự đào ngũ của lính đánh thuê. Mặc dù không biết gì về số phận của Scipio Publius, Gnaeus quyết định rút về phía bắc Iberia sau khi Mago và Hasdrubal Gisco đến với đội quân của họ. Người La Mã đã rút khỏi trại của họ và  đốt cháy trại của mình và tiến về Ebro vào ban đêm. Người Numidians phát hiện vào ngày hôm sau, các cuộc tấn công của họ buộc những người La Mã chiếm lấy vị trí trên một đỉnh đồi vào ban đêm gần Ilorca. Đội quân chủ lực của Carthage đến ngay trong đêm, mà bây giờ được tạo thành từ các lực lượng của Hasdrubal Barca, Hasdrubal Gisco và Mago. Trong một nỗ lực tuyệt vọng, người La Mã đã cố gắng để tạo ra một bức tường phòng thủ với hành lý và yên ngựa, vì mặt đất quá rắn để đào. Người Carthage dễ dàng tràn lên, và Gnaeus bị giết trong cuộc chiến đấu, hầu hết quân đội của ông đã bị hủy diệt.

## Kết quả
Tàn quân La Mã bỏ chạy về phía bắc của sông Ebro, tại đó họ cuối cùng cũng đã tập hợp lại được một đội quân còn khoảng 8.000 binh sĩ. Các tướng lĩnh Carthage đã không tiến hành bất cứ nỗ lực nào để quét sạch họ và gửi quân đến giúp đỡ Hannibal Barca. Rome đã gửi khoảng 10.000 quân dưới quyền Cladius Nero trong năm 211 TCN tới để củng cố lực lượng của họ ở Iberia. Nero đã không giành được bất cứ một chiến thắng ngoạn mục nào, trong khi người Carthage cũng không tiến hành một cuộc tấn công phối hợp nào nhằm vào những người La Mã ở Iberia. Với sự xuất hiện của Publius Cornelius Scipio Africanus, con trai của Publius Scipio với 10.000 quân trong năm 210 TCN, người Carthage sẽ hối tiếc vì sự không hành động của họ trong trận Cartagena vào năm 209 TCN.
Với việc đại quân Carthage ở Iberia không thể tiêu diệt được hết những người La Mã ở đây, Hannibal sẽ không nhận được bất cứ lực lượng tăng viện nào từ Iberia trong năm quan trọng 211 trước Công nguyên, khi những người La Mã đã bao vây Capua.